# Орлов, Илья Сергеевич
Илья́ Серге́евич Орло́в (род. 1 августа 1973, Ленинград) — российский художник и историк, живет и работает в Санкт-Петербурге.

## Биография
Родился в 1973 году в Ленинграде. Окончил Факультет свободных искусств и наук (совместный проект СПбГУ и Bard College), где изучал историю, философию, политические науки и искусство. Защитил квалификационную работу бакалавра о траурных ритуалах и праздниках Февральской революции 1917 года, магистерскую диссертацию по специальности арт-критика и кураторские исследования, посвященную дискурсам природы и пейзажа в современном искусстве.
С конца 2000-х годов Илья Орлов обращается к художественной практике с позиций междисциплинарного гуманитарного знания, критической теории и нео-концептуальных подходов. Работы последних лет посвящены анализу культурных, социальных и политических вопросов пост-социалистической реальности.
Илья Орлов выставлялся в Государственном музее политической истории России, Санкт-Петербург; в Государственном центре современного искусства, Москва; в Московском Музее современного искусства (ММСИ), Москва. Художник участвовал в 4-й Московской биеннале современного искусства; в Европейской биеннале Манифеста 10, Санкт-Петербург с проектом «Революционный музей после идеологии».
С 2013 года работает в сотрудничестве с художницей Натальей Краевской. Сотрудничает с "Школой вовлеченного искусства «Что делать».
В 2014 году Илья Орлов номинирован на премию «Инновация»Инновация (конкурс), государственную премию в области современного искусства в России.

## Коллективные выставки
- 2014 — Manifesta10[10]. Европейская биеннале современного искусства. Публичная программа. Историко-культурный музейный комплекс в Разливе. Санкт-Петербург. Куратор Иоанна Варша.
- 2014 — «Искусство перевода»[11]. Государственный центр современного искусства, библиотека им. В. В. Маяковского, Санкт-Петербург. Куратор Мариам Гани.
- 2014 — «Детектив»[12]. Московский музей современного искусства (ММСИ), Москва. Куратор В.Дьяконов.
- 2014 — "Инновация. Выставка номинантов государственной премии в области современного искусства. Государственный центр современного искусства, Москва. Куратор И.Горлова.
- 2013 — «Текстологии»[13]. Выставка литературно-критического альманаха «Транслит». Пространство «Четверть». Санкт-Петербург. Куратор А.Каркачева.
- 2013 — «Сопромат». Галерея «Триумф». Москва.
- 2011 — «Город-порт: здесь моря нет»[14]. Специальный проект IV Московской биеннале современного искусства. Кураторы: А.Прудникова, С.Усольцева, И.Шипиловских.

## Персональные выставки
- 2013 — «Без названия». AL Gallery. Санкт-Петербург[15][16][17].
- 2012 — «Песнь о джентрификации». Государственный музей политической истории. Санкт-Петербург.
- 2012 — «Женевьева». AL Gallery. Санкт-Петербург[18][19][20].
- 2011 — «Проселок». AL Gallery. Санкт-Петербург[21][22].
- 2009 — «Обводный канал». Галерея Navicula Artis. Санкт-Петербург[23][24][25].

## Конференции
- 2014 — «Ленин в современном мире»[26]. Санкт-Петербург.
- 2014 — «Никакие радикальные художества тут не помогут… Политическое насилие и милитантная эстетика после социализма»[27]. Санкт-Петербург.
- 2014 — What is Monumental Today[28]. Санкт-Петербург.

## Публикации
- Orlov, Ilya. A Revolutionary Museum after Ideology (for CuMMA Discourse Series #25) // The Russian Reader. — 09 June. 2014.
- Orlov, Ilya. The Field of Mars: Revolution, Mourning, and Memory // The Russian Reader. — 13 Nov. 2014.
- Орлов И. С. Марсово поле и траур в политике // OpenLeft. — 2015.